# گورستان غیبلر
گورستان غیبلر مربوط به دوره قاجار است و در شهرستان مرند، بخش مرکزی، دهستان کشکسرای، داخل روستای ارسی واقع شده و این اثر در تاریخ ۲۷ اسفند ۱۳۸۶ با شمارهٔ ثبت ۲۲۲۶۷ به‌عنوان یکی از آثار ملی ایران به ثبت رسیده است.